# Live...In the Raw
Live...In The Raw es el primer álbum en directo de la banda de heavy metal W.A.S.P., lanzado en noviembre de 1987. 

## Detalles
Este disco marca la línea divisoria entre dos estilos diferentes de la agrupación, siendo sus primeros tres álbumes crudos y controvertidos, mientras que a partir de éste la banda optó por una imagen más introspectiva, con temáticas más maduras y profundas. El disco contiene la canción "Harder Faster", una clara dedicatoria al movimiento PMRC.
"The Manimal" y la mencionada "Harder Faster" fueron escritas específicamente para este álbum, y la canción en estudio "Scream Until You Like It" fue grabada para servir de banda sonora de la película Ghoulies II. La versión acústica de "Sleeping (In the Fire)" también es una grabación en estudio.
Este sería el último trabajo del baterista Steve Riley con W.A.S.P., quien abandonó la banda luego de la gira para unirse a L.A. Guns.

## Lista de canciones
Todas las canciones fueron escritas por Blackie Lawless, excepto donde se especifique.
1. "Inside the Electric Circus" – 4:32
2. "I Don't Need No Doctor" (Jo Armstead, Nick Ashford, Valerie Simpson) – 3:35
3. "L.O.V.E. Machine" – 4:31
4. "Wild Child" – 6:02
5. "9.5.-N.A.S.T.Y." (Lawless, Holmes) – 5:11
6. "Sleeping (In the Fire)" – 5:23
7. "The Manimal" – 4:43
8. "I Wanna Be Somebody" – 6:43
9. "Harder Faster" – 7:19
10. "Blind in Texas" – 5:40
11. "Scream Until You Like It" (Paul Sabu/C. Esposito/N. Citron)– 3:26

### Bonus tracks de la edición de 1998
1. "Shoot from the Hip" – 5:16
2. "Widowmaker" – 4:35
3. "Sex Drive" – 3:41
4. "Sleeping (In the Fire)" (Acústica) – 4:02

## Miembros
- Blackie Lawless - voz, guitarra
- Chris Holmes - guitarra
- Johnny Rod - bajo, coros
- Steve Riley - batería, coros